# Giovanna Lucchi
Giovanna Lucchi (Cesena, 19 ottobre 1933 – Cesena, agosto 2018) è stata una politica italiana.

## Biografia
Docente al Liceo ginnasio statale Vincenzo Monti di Cesena, è eletta nel consiglio comunale della sua città nelle file del Partito Comunista nel 1975, ricoprendo la carica fino all'anno successivo. Prima cesenate eletta al Parlamento, nella VII e VIII legislatura, conclusa l'esperienza senatoriale si ritira a vita privata, rimanendo impegnata nell'ambito sociale e culturale della sua città.